# Minaret

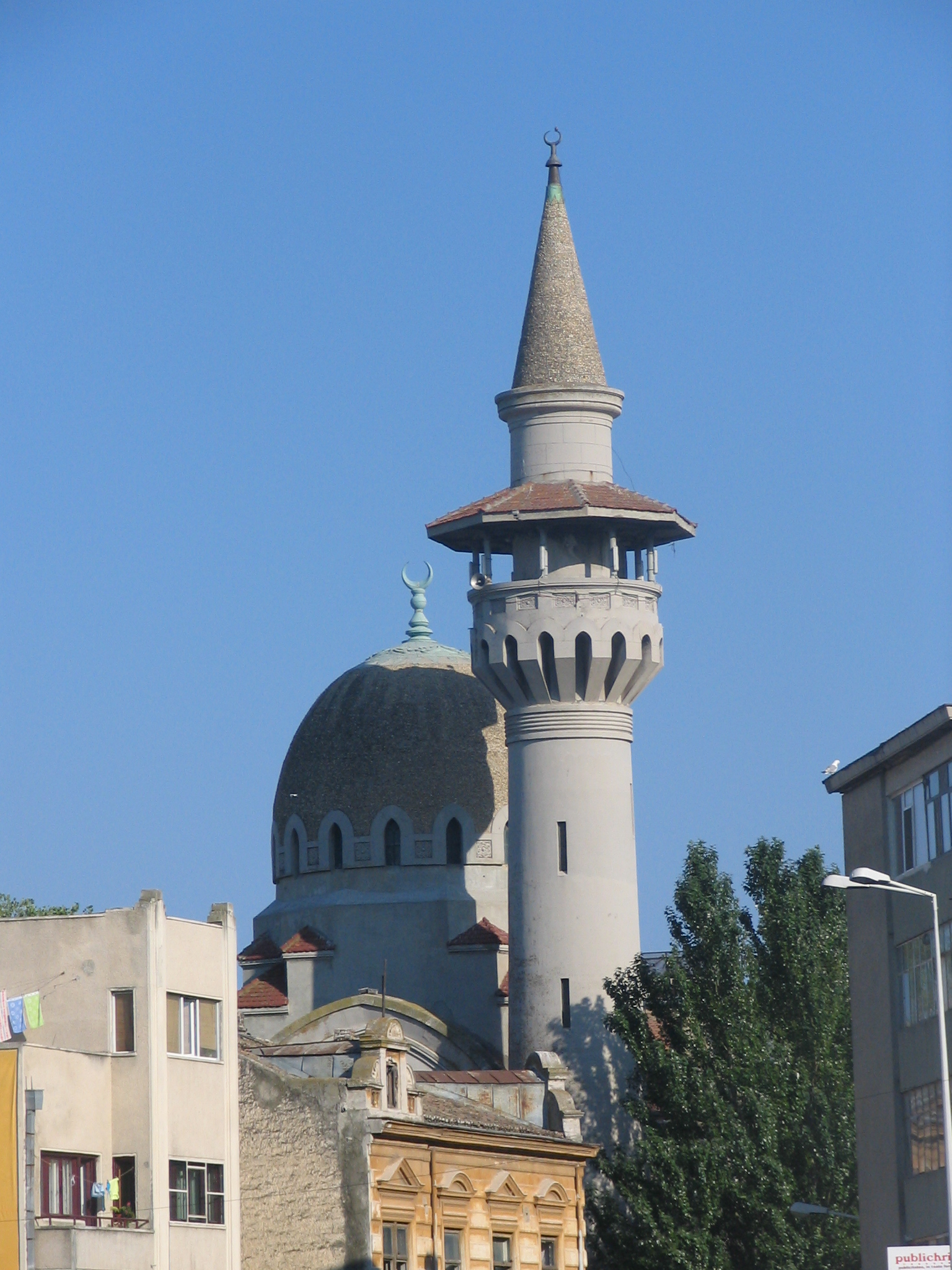
Marea Moschee din Constanța cu minaretul său

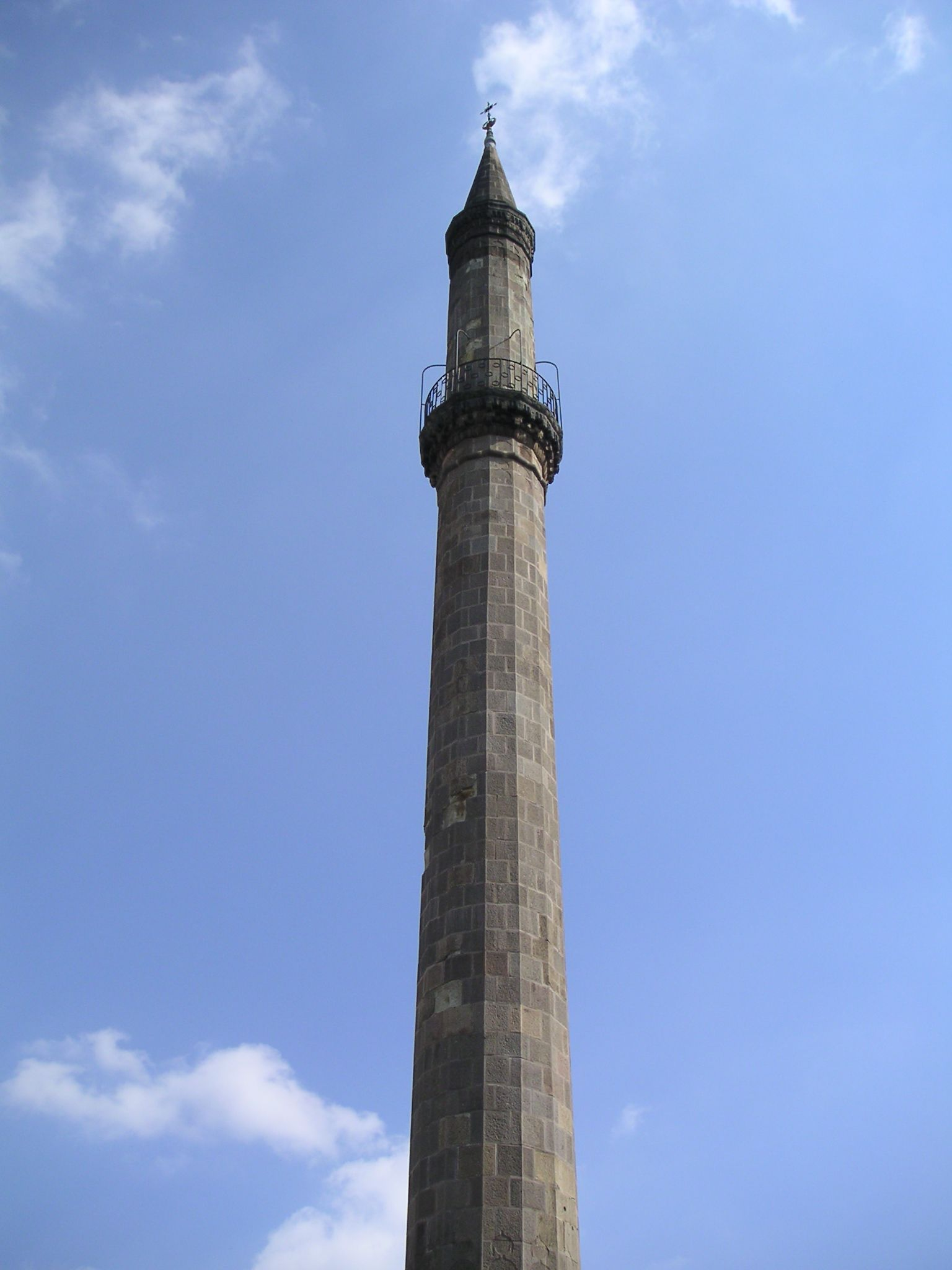
Minaretul din Eger

Minaret (în arabă منارة; transliterat: ar-manāra) este un turn înalt alipit unei moschei, amenajat în partea superioară cu un foișor sau cu un balcon, de unde preoții musulmani (muezinii) anunță ora rugăciunii și cheamă credincioșii la rugăciune.

## Etimologie
Din arabul “manarat” ( منارة, مئذنة), cu sensul de “loc de iluminat”, “far”, termenul a fost preluat atât în turcă (minare) cât și în franceză.

## Construcție
Minaretul este un turn de moschee construit, în mod tradițional, din piatră sau din cărămidă. (Minaretul Marii Moschei din Constanța este din beton armat).

## Utilitate
Muezinul se urcă în balconul de lângă vârful minaretului de unde, cu o voce puternică, cheamă pe credincioși la rugăciune în zilele de vineri și de sărbători.